# Reedia spathacea
Reedia es un género monotípico de plantas herbáceas perteneciente a la familia de las ciperáceas. Su única especie, Reedia spathacea, es originaria de Australia.

## Taxonomía
Reedia spathacea fue descrita por Ferdinand von Mueller y publicado en Fragmenta Phytographiæ Australiæ 1: 240. 1859.